# گورنوفکا
گورنوفکا (به لاتین: Gornovka) یک منطقهٔ مسکونی در روسیه است که در سرزمین آلتای واقع شده‌است.